# フォールガイ (映画)
『フォールガイ』（The Fall Guy）は、2024年のアメリカ合衆国のアクション・コメディ映画。監督はデヴィッド・リーチ、出演はライアン・ゴズリングとエミリー・ブラントなど。賞金稼ぎを題材としたテレビドラマ『俺たち賞金稼ぎ!!フォール・ガイ』（1981年 - 1986年）の映画化。主演のゴズリングが製作を兼ねている。

## ストーリー
腕利きのスタントマンであるコルト・シーバースは映画スターのトム・ライダーの代役として数々の危険なスタントをこなしてきた。ところが落下のスタントの失敗によって心も身体もダメージを負い、業界から姿を消してしまう。18ヶ月後、レストランの駐車係をしているコルトの元にプロデューサーのゲイルから復帰の要請が舞い込む。オーストラリアのシドニーで撮影が進行しているトム主演のアクション映画『メタルストーム』の撮影に参加して欲しいとのこと。渋るコルトだったが、この映画の監督がかつての恋人ジュディであることを知り、彼女への未練から参加を決意してシドニーに飛ぶ。実はゲイルにはもう一つ、コルトに頼みたい"仕事"があった。それは現地で行方不明となったトムを探すこと。コルトが現地のよからぬ連中とつるんでいたというトムの捜索に乗り出すが、そこには想定外のトラブルと巨大な陰謀が待ち受けていた。

## キャスト
コルト・シーバース
演 - ライアン・ゴズリング、日本語吹替 - 内田夕夜
スタントマンでジョディの元恋人。トムのスタントダブルを数多く担当していたが大怪我を負い、ジョディの前から姿を消して駐車係をしていたが、ゲイルに呼び戻され再びスタントマンとなる。
ジョディ・モレノ
演 - エミリー・ブラント、日本語吹替 - 園崎未恵
コルトの元恋人。映画監督となり、初監督作であるSF超大作『メタルストーム』を制作する。
トム・ライダー
演 - アーロン・テイラー＝ジョンソン、日本語吹替 - 津田健次郎
有名なアクションスター。主演映画『メタルストーム』の撮影途中に失踪する。
ゲイル・マイヤー
演 - ハンナ・ワディンガム、日本語吹替 - 五十嵐麗
プロデューサー。コルトを業界に呼び戻し、トムの捜索を依頼する。
イギー・スター
演 - テリーサ・パーマー、日本語吹替 - 朝井彩加
トムの恋人で共演者。
アルマ・ミラン
演 - ステファニー・スー、日本語吹替 - 種﨑敦美
プロデューサー志望のトムのアシスタント。
ダン・タッカー
演 - ウィンストン・デューク、日本語吹替 - 木村昴
コルトの親友でスタント・コーディネーター。
ベンティ・クシュナー
演 - ザラ・マイケルズ、日本語吹替 - 行成とあ
VFX担当の映画製作スタッフ。
ナイジェル
演 - アダム・ダン、日本語吹替 - 大西健晴
『メタルストーム』のスタッフの一人。
ドレスラー
演 - ベン・ナイト、日本語吹替 - 西凜太朗
トムのボディーガード。
The Fall Guy
演 - リー・メジャース（カメオ出演）、日本語吹替 - 佐々木勝彦
ミッドクレジットシーンに登場。トムとゲイルを逮捕しに駆けつけた警察官。メジャースはドラマ版でコルト役を演じた。
ジョディ・バンクス
演 - ヘザー・トーマス（カメオ出演）、日本語吹替 - 平野文
ミッドクレジットシーンに登場。Guyと共に現場へと向かう警察官。ヘザーはドラマ版でジョディ役を演じ、平野は同役の吹き替えを担当していた。
ジェイソン・モモア
演 - 本人（クレジットなし）、日本語吹替 - 安元洋貴
カメオ出演。事件解決後、トムの代役として『メタルストーム』の主演を務める。
ヘンリー
演 - ジャスティン・イートン
ホテルの浴槽で遺体で発見されたトム・ライダーのスタントダブルを担当していた男。演じたイートンは、ゴズリングのスタントダブルを担当している。

## 製作

### ギネス世界記録
ビーチで撮影された"キャノンロール"という車内に設置されたキャノン砲を走行中に発射し、その発射時の力を使って車を横転させるという危険なカースタントに挑戦し、「キャノンロールによる回転数」のギネス記録を達成した。
これまでのギネス世界記録は『007/カジノ・ロワイヤル』の7回転。今回スタントダブルのローガン・ホラデイが行ったキャノンロールはその記録を1回転半も上回る8.5回転を記録した。

## ホームメディア
- 『フォールガイ』4K ULTRA HD + Blu-rayセット 発売日：2024年11月6日発売
- 『フォールガイ』Blu-ray+DVDセット 発売日：2024年11月6日発売

## 作品の評価
Rotten Tomatoesによれば、373件の評論のうち高評価は82%にあたる304件で、平均点は10点満点中7.1点、批評家の一致した見解は「アクション、コメディ、ロマンス、そして見事な組み合わせのスター2人が登場する『フォールガイ』は、誰もが楽しめるメインストリーム映画としては稀有な作品かもしれない。」となっている。Metacriticによれば、57件の評論のうち、高評価は46件、賛否混在は9件、低評価は2件で、平均点は100点満点中73点となっている。